# 레 미제라블 (뮤지컬)
《레 미제라블》(Les Misérables)은 프랑스의 작가 빅토르 위고가 쓴 《레 미제라블》을 바탕으로 제작된 뮤지컬이다. 뮤지컬은 19세기 프랑스를 배경으로 등장인물들이 혁명과 속죄를 위해 투쟁하는 이야기를 담고 있다.
뮤지컬 이전에 1980년에 콘셉트 앨범이 발매되었으며, 같은 해 9월 24일에 프랑스 영화감독 로베르 오셍 (Robert Hossein)의 감독 아래 공연으로 제작되어 파리 실내 경기장에서 초연되었다. 클로드 미셸 쇤베르그(Claude-Michel Schönberg)가 작곡을 담당했고 알랭 부블리유(Alain Boublil)가 극본을 썼다. 이 듀오는 또다른 뮤지컬 《미스 사이공》도 함께 만들었다. 이후 런던과 브로드웨이에서 뮤지컬로 공연되었다.
이 뮤지컬은 1987년 토니 어워드에서, 최고의 뮤지컬 부문을 비롯하여 8개 부문에서 수상하였다. 노래로는 〈I Dreamed a Dream〉, 〈Do You Hear the People Sing?〉(민중의 노래), 〈One Day More〉(내일로), 〈On My Own〉(나홀로) 등이 유명하다.
2012년 영화 《레 미제라블》은 뮤지컬판을 원작으로 하고 있다. 영화판에서는 기존 뮤지컬에 없던 오리지널 곡인 〈Suddenly〉가 추가되었다.

## 줄거리

### 프롤로그
1815년 프랑스, 장 발장은 19년의 고된 노동 끝에 수감생활에서 풀려난다. 자베르는 허가증을 내밀며 감시에서 벗어나지 말 것을 경고한다 〈Prologue: Work Song〉. 장 발장은 오랜만에 되찾은 자유에 기뻐하지만 곧 전과자의 신분으로는 진정한 자유의 몸이 아님을 깨닫는다 〈On Parole〉.  유일하게 미리엘 주교만이 장 발장을 따뜻하게 대해주지만 장 발장은 주교의 은식기를 훔쳐 달아난다. 장 발장은 곧 붙잡혀오지만 미리엘 주교는 장 발장을 용서하고 은촛대까지 들려서 보낸다 〈Valjean Arrested, Valjean Forgiven〉. 장 발장은 자신의 행동을 되돌아보고 새 사람이 될 것을 다짐한다 〈Valjean's Soliloquy〉.

### 1막
1823년, 장 발장은 새로운 신분으로 몽트뢰유쉬르메르의 시장이자 공장의 주인이 된다. 장 발장의 공장에서 일하던 팡틴은 팡틴을 시기하던 공장 직원들에 의해 딸을 숨기고 있었다는 것을 폭로당하고 공장에서 쫒겨난다 〈At the End of the Day〉. 팡틴은 자신과 딸인 코제트를 버리고 사라져버린 한 때의 사랑을 회상한다 〈I Dreamed a Dream〉. 코제트에게 보낼 돈을 벌기 위해 팡틴은 목걸이와 머리카락을 팔고, 몸까지 팔게 되면서 급격히 병약해진다 〈Lovely Ladies〉. 폭력적인 손님에게 저항하던 팡틴을 자베르 경감이 체포하려고 한다. 그 곁을 지나던 장 발장이 자신의 직원이었던 팡틴에게 무심했던 것을 깨닫고 팡틴을 병원으로 옮긴다 〈Fantine's Arrest〉.
얼마 뒤, 장 발장은 수레에 깔린 행인을 발견하고 수레를 들어 구해준다 〈The Runaway Cart〉. 자베르는 장 발장의 괴력을 보고 의심하여 정부에 신고하지만 곧 장 발장이 체포되었다는 연락을 받는다. 자베르가 이 사실을 장 발장에게 알리고 장 발장은 그 사람이 억울하게 잡혔다는 것을 알게된다. 장 발장은 고민 끝에 법정에서 자신이 장 발장임을 밝히고 팡틴이 있는 병원으로 향한다 〈Who Am I?〉. 죽음에 가까워진 팡틴은 장 발장에게 코제트를 맡기고 숨을 거둔다 〈Come to Me〉. 장 발장은 병원까지 자신을 쫒아온 자베르와 대립하다가 탈출에 성공한다 〈The Confrontation〉.
몽페르메유에서는 테나르디에 부부가 코제트를 맡아 키우고 있지만 계속해서 코제트를 학대하며 친딸인 에포닌만 편애하고, 팡틴이 보낸 돈도 빼돌리고 있었다. 코제트는 어두운 숲속으로 물을 뜨러 가며 자신을 사랑으로 대해줄 따뜻한 세상을 꿈꾼다 〈Castle on a Cloud〉. 그 사이 테나르디에 부인은 손님들의 주머니를 털고 바가지를 씌우며 배를 불리고 있다 〈Master of the House〉. 숲속에서 떨고 있던 코제트를 데려온 장 발장은 테나르디에 부부에게 거금을 지불하고 코제트를 입양하여 파리로 떠난다 〈The Waltz of Treachery〉.
1832년, 가난한 자들의 편에 섰던 라마르크 장군의 죽음이 가까워지자 파리에서 혁명의 목소리가 커지기 시작한다. 에포닌의 동생인 가브로슈가 거지들의 소굴이 된 파리를 활보하고 혁명군에 속한 마리우스 퐁메르시와 앙졸라가 세상을 바꿔야 한다고 역설한다 〈Look Down〉. 근처를 지나가던 장 발장과 코제트는 길거리에서 구걸을 하던 테나르디에 부부와 우연히 마주쳐 소동을 일으키게 되고, 이때 마주친 마리우스와 코제트는 첫눈에 사랑에 빠진다. 자베르가 소동을 잠재우기 위해 나타나고 장 발장은 달아난다 〈The Robbery〉. 자베르는 장 발장이 근처에 있음을 알아차리고 장 발장을 꼭 잡을 것을 별에 맹세한다 〈Stars〉. 마리우스는 에포닌에게 코제트의 행방을 찾아줄 것을 애원한다. 에포닌은 마리우스를 짝사랑하지만 요청을 들어주기로 한다 〈Éponine's Errand〉.
앙졸라는 혁명에 가담할 학생들의 모임을 조직한다. 마리우스는 코제트에게서 벗어나지 못한 채 사랑을 이야기한다 〈The ABC Café〉. 라마르크 장군이 사망했다는 소식을 듣고 혁명에 불을 지피기 위해 노력한다 〈Do You Hear the People Sing?〉(민중의 노래). 장 발장의 집에서 코제트는 마리우스를 생각하고, 장 발장은 어느새 코제트가 다 컸다는 것을 느낀다. 코제트는 장 발장이 숨기고 있는 과거가 무엇인지 질문하지만 장 발장은 끝내 숨긴다 〈In My Life〉. 에포닌의 도움으로 마리우스는 코제트와 만나 대화를 나누고 에포닌은 그저 바라보기만 한다 〈A Heart Full of Love〉. 그때 에포닌이 장 발장의 집을 습격하기 위해 찾아온 테나르디에를 발견하고 경고하기 위해 소리를 지른다 〈The Attack on Rue Plumet〉. 장 발장은 위협을 느끼고 파리를 떠나기로 한다. 만나자마자 헤어져야하는 코제트와 마리우스는 서로를 그리워하고 에포닌은 그런 마리우스를 바라보기만 한다. 한편 혁명군은 다음날 혁명을 일으킬 것을 계획하고 자베르는 스파이로 혁명군에 잠입한다. 테나르디에 부부는 모두를 비웃으며 이익을 챙긴다. 서로 엇갈리는 운명 속에서 모두 아침을 기다린다 〈One Day More〉(내일로).

### 2막
6월 봉기의 날, 혁명군들은 바리케이드를 세운다. 에포닌은 몰래 혁명군에 합류하지만 이를 알아본 마리우스가 코제트에게 전할 편지를 에포닌에게 맡긴다 〈Building the Barricade〉. 장 발장은 에포닌이 코제트에게 전한 편지를 중간에 뜯어보고 마리우스와 코제트의 사랑에 대해 알게된다. 에포닌은 바리케이드로 돌아가는 길에 이루어질 수 없는 짝사랑에 대해 짧게나마 상상해본다 〈On My Own〉(나홀로).
프랑스군이 바리케이드까지 도달하고 혁명군에게 항복할 것을 권한다 〈At the Barricade〉. 자베르는 거짓으로 프랑스군이 다음날까지 공격하지 않을 것이니 안심하라고 전하지만 자베르를 알아본 가브로슈에 의해 정체가 밝혀진다 〈Javert's Arrival/Little People〉. 혁명군은 파리의 시민들이 호응해 줄 것이라 믿으며 전투를 이어나간다. 바리케이드에 도달한 에포닌은 총에 맞게되고 마리우스가 안아주는 가운데 숨이 멎는다 〈A Little Fall of Rain〉. 혁명군은 에포닌의 죽음을 애도한다. 곧이어 장 발장이 바리케이드에 합류하고 약간의 대치 끝에 혁명군이 장 발장을 받아준다 〈Night of Anguish〉. 장 발장은 마리우스를 지키기 위해 노력한다. 혁명군의 신뢰를 얻은 장 발장은 자베르를 자신이 처형하겠다고 말한 뒤 몰래 조건 없이 풀어준다. 자베르는 당황하다 이내 달아난다 〈The First Attack〉.
그날 밤, 혁명군은 같이 술을 마시며 떠나간 이들과 흘러간 날들을 추억한다 〈Drink with Me〉. 장 발장은 지쳐 잠든 마리우스를 지켜보며 자신의 목숨을 바쳐서라도 청년을 지키겠다고 기도한다 〈Bring Him Home〉. 앙졸라는 아침이 밝아왔지만 파리의 시민들이 들고 일어나지 않았다는 것을 깨닫는다 〈Dawn of Anguish〉. 치열하게 싸우던 중 가브로슈마저 죽음을 맞이하고 〈The Second Attack〉, 혁명군은 마지막 남은 사람들까지 목숨을 바쳐 싸운다 〈The Final Battle〉. 간신히 진흙투성이가 된 마리우스를 업고 하수구로 빠져나온 장발장은 잠시 기절하지만 죽은 사람들에게서 장신구를 빼던 테나르디에가 반지를 빼내던 와중에 장 발장을 깨운다 〈Dog Eats Dog〉. 간신히 출구로 나온 장발장은 자베르와 마주친다. 장 발장은 자베르에게 자비를 빌고 자베르는 장 발장을 보내준다. 이제껏 믿어왔던 신념에 의구심인 생긴 자베르는 고뇌하다가 스스로 목숨을 끊는다 〈Javert's Suicide〉.
혁명의 다음날, 여인들이 실패해버린 혁명과 변하지 않은 현실에 애도한다 〈Turning〉. 홀로 살아남은 마리우스는 비어버린 술집에서 무엇을 위한 혁명이었는지 묻는다 〈Empty Chairs at Empty Tables〉. 마리우스는 자신을 살려준 은인이 누군지 여전히 알지 못한다. 마리우스는 빠르게 회복하고 결혼을 약속한다. 〈Every Day〉. 장 발장은 마리우스에게 자신의 정체를 밝히고 코제트의 인생에서 사라질 것이라 이야기한다. 마리우스는 고민하지만 코제트에게는 비밀로 부친다 〈Valjean's Confession〉. 얼마 뒤, 마리우스와 코제트는 결혼식을 올린다 〈Wedding Chorale〉. 결혼식에 몰래 들어온 테나르디에 부부는 마리우스에게 장 발장에 대해 알고 있으며 혁명날에도 시체를 들고 날랐다며 협박하지만, 마리우스는 오히려 자신을 구한 사람이 장발장임을 알게 된다 〈Beggars at the Feast〉.

### 에필로그
수도원에서 장 발장은 홀로 죽음을 기다린다. 마지막이 가까워질 무렵 코제트와 마리우스가 도착한다. 장 발장은 마지막으로 코제트를 볼 수 있음에 안도한다. 마지막으로 코제트에게 자신의 인생을 정리한 편지를 전하고 깊은 잠에 빠져들자 팡틴과 에포닌이 장 발장을 천국으로 인도한다 〈Valjean's Death〉. 저 멀리 바리케이드에서 쓰러져 간 영혼들이 더 나은 미래를 꿈꾸는 소리가 들려오며 막이 내린다 〈Do You Hear the People Sing?〉.